# إياد القاضي
إياد القاضي (مواليد 1971) هو رسام وفنان عراقي - أمريكي.

## حياته
ولد ونشأ في بغداد، غادر العراق بعد حرب الخليج الأولى، بعدها سافر إلى الولايات المتحدة في عام 2000. حصل على شهادة الماجستير في الفنون الجميلة من جامعة نيويورك، مدرسة تيش للفنون. يقيم ويعمل حاليًا في  نيويورك. له كتاب يعرض فيه أعماله بعنوان (الفن المعاصر في الشرق الأوسط) نشرته دار النشر بلاك دوج.

## أعماله
عرضت أعماله في متحف هونولولو للفنون، ومتحف ناشر للفنون ، ومتحف جامعة ميشيغان للفنون، ومتحف نيفادا للفنون، ومعرض بلدية لوس أنجلوس للفنون ، ومتحف كوينز للفنون ، ومتحف هربرت جونسون، والمنتدى الثقافي النمساوي، ومتحف الفن المعاصر، ومركز برونفمان بجامعة نيويورك؛ ومتحف ستيشن للفن المعاصر في هيوستن؛ والبرلمان الأوروبي في بروكسل. ومن أشهر أعماله:
- سلسلة "أنا بغداد" (2008-2015).[8]
- سلسلة "لو كانت الكلمات تقتل" (2012-2015).[9]
- سلسلة "سرية" (2012).[10]

## روابط خارجية
- اياد القاضي ، ارتنت
- مجلة فوربس
- مجلة فوربس
- فيديو لمحات عن اياد القاضي